# Bernard Zehrfuss

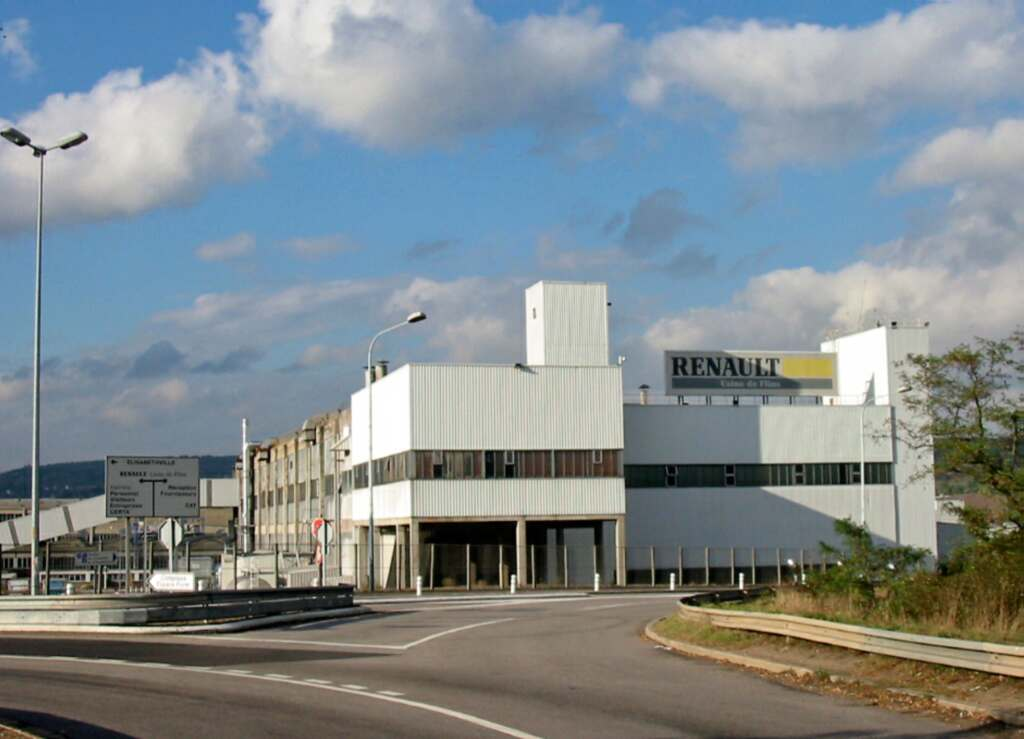
Renault, Aubergenville (1952)

CNIT (1956–1958)

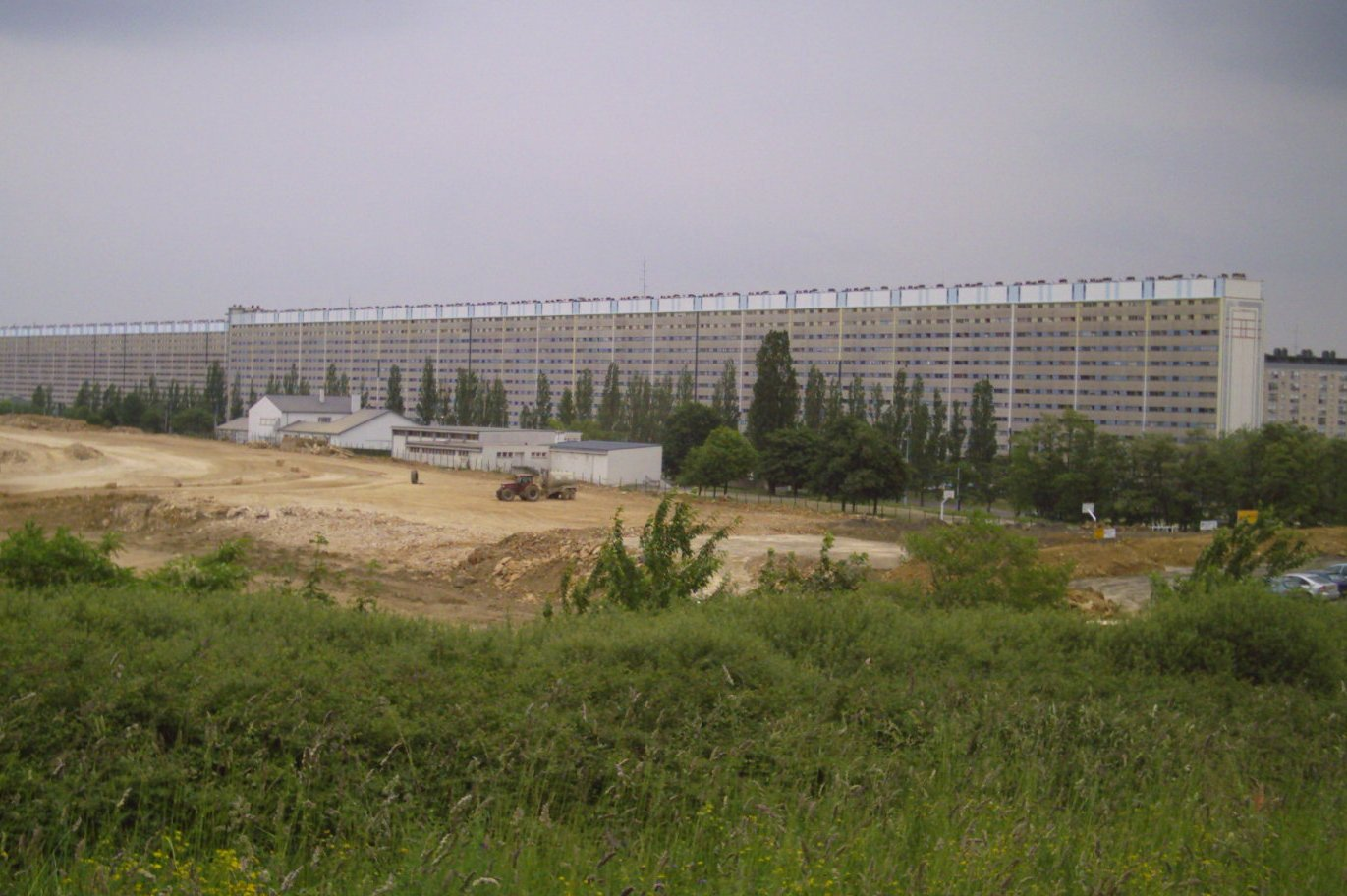
Wohnsiedlung Haut-du-Lièvre, Nancy (1959–1968)

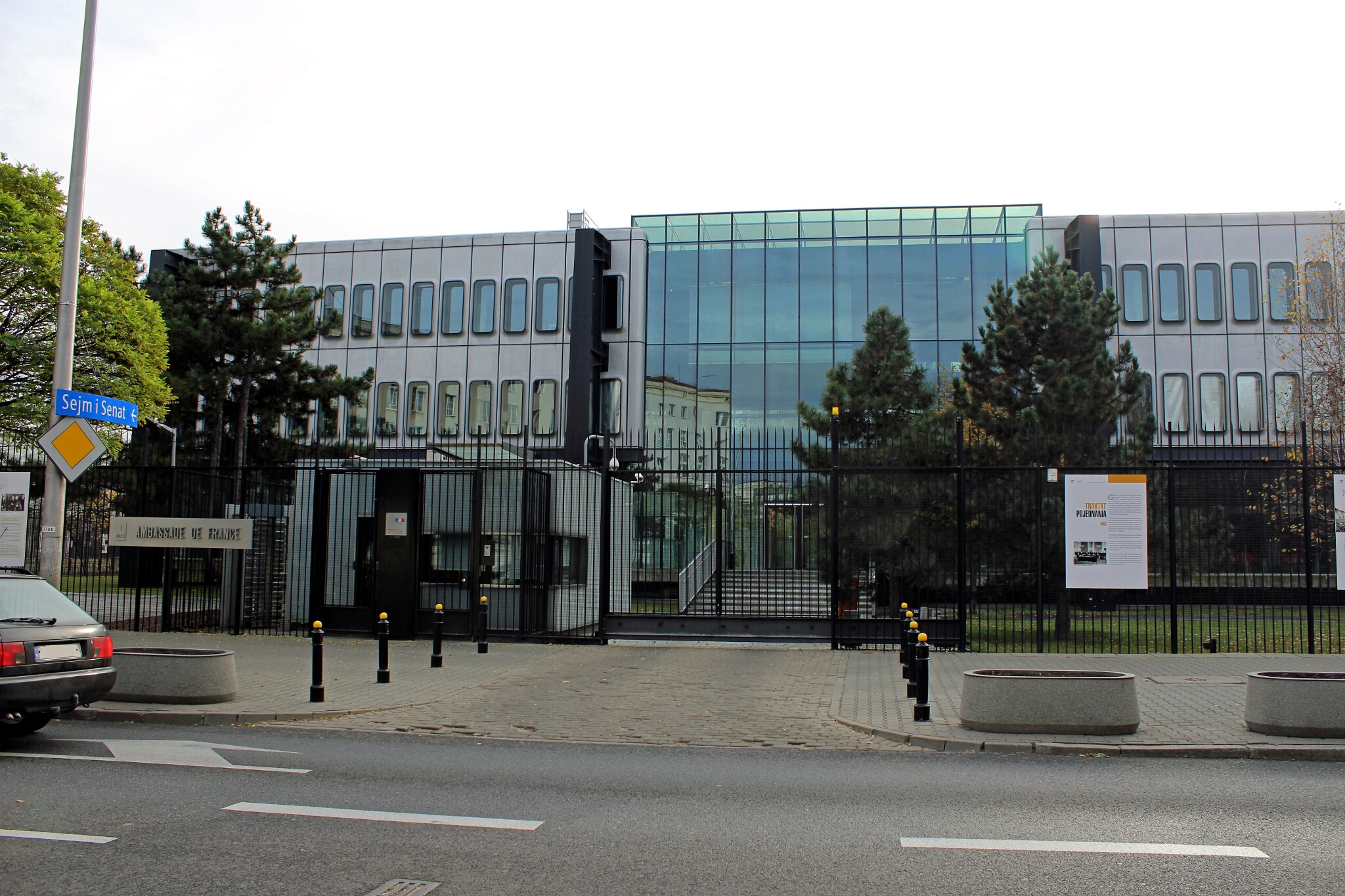
Französische Botschaft, Warschau (1962–1970)

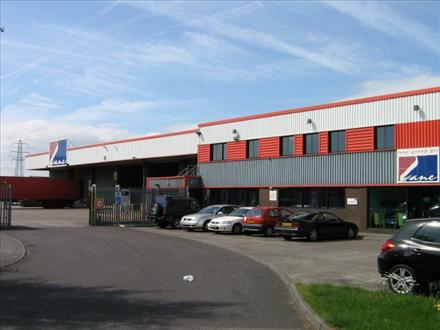
Garonor, Aulnay-sous-Bois (1967)

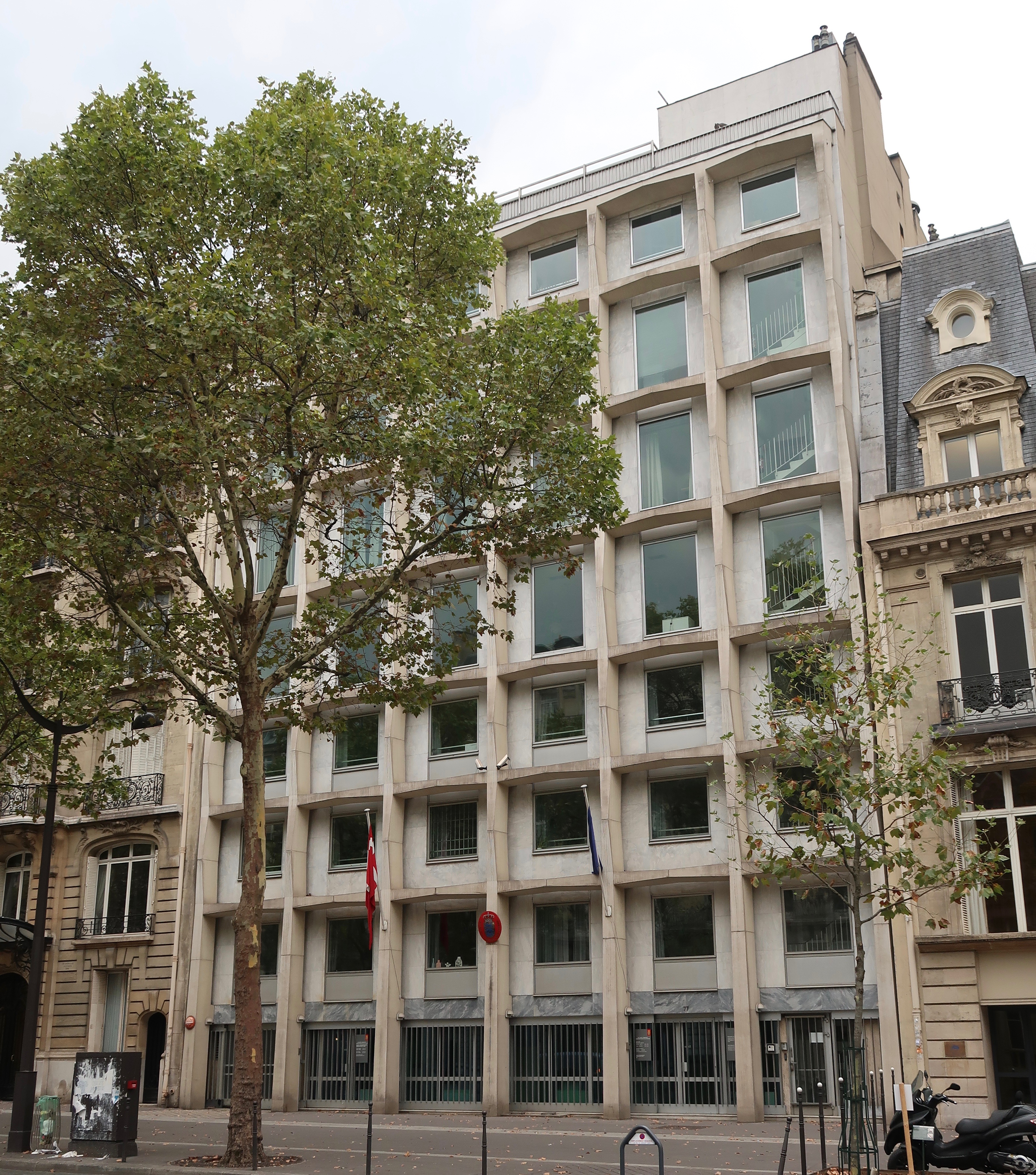
Dänische Botschaft, Paris (1970)

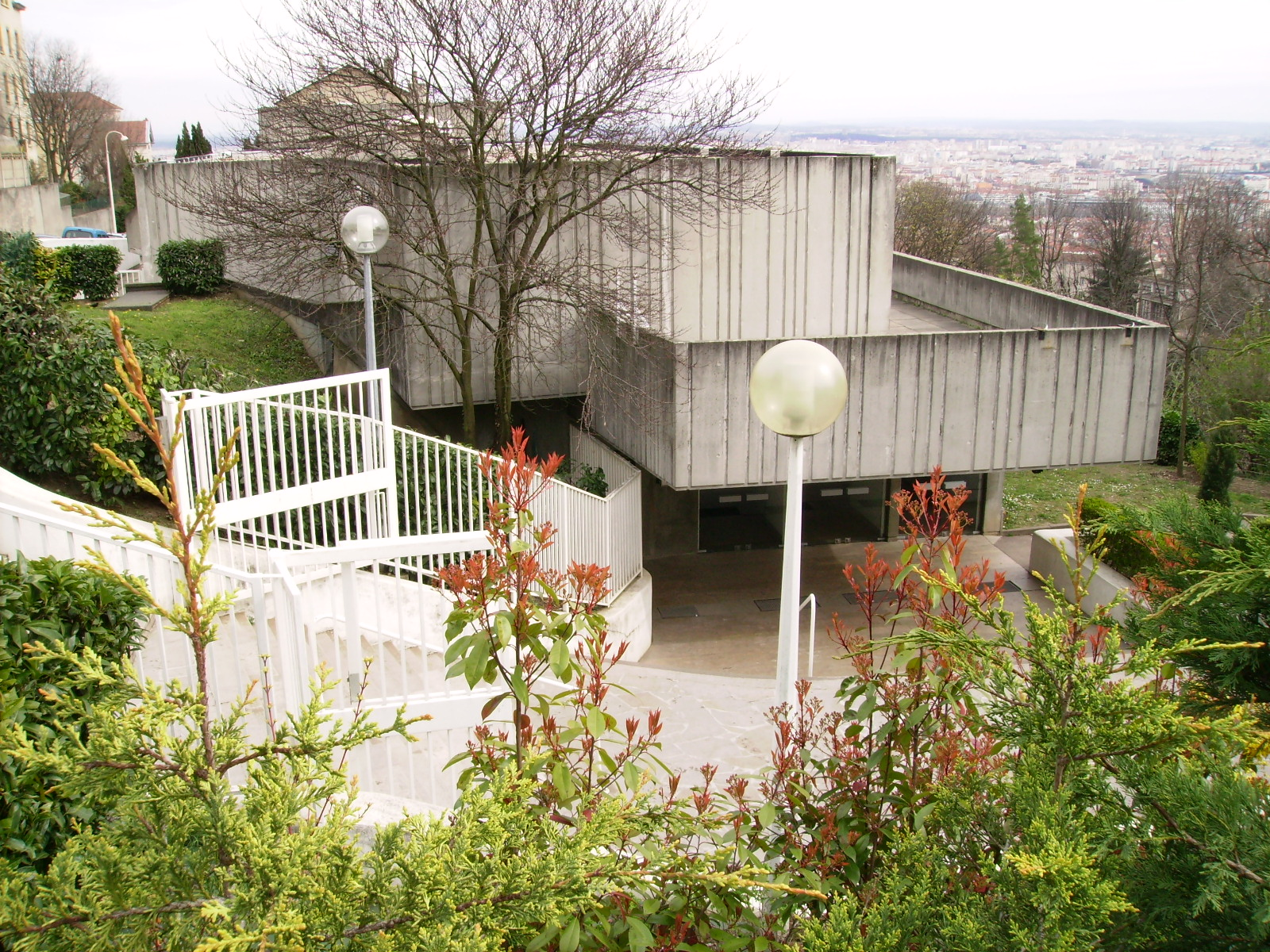
Lugdunum, Lyon (1975)

Bernard Louis Zehrfuss (* 20. Oktober 1911 in Angers; † 3. Juli 1996 in Neuilly-sur-Seine) war ein französischer Architekt von Großwohnsiedlungen.

## Leben
Zehrfuss stammte aus einer Familie, die 1870 aus dem im Deutsch-Französischen Krieg umkämpften Elsass nach Frankreich flüchtete. Sein Vater fiel 1914 im Ersten Weltkrieg während der Schlacht an der Marne. Seine Tochter Dominique Zehrfuss (* 1951) heiratete 1970 den Schriftsteller Patrick Modiano, sie arbeitet als Buchillustratorin.
Zehrfuss besuchte ab 1929 die École des Beaux-Arts in Paris. 1939 hatte er seinen ersten Erfolg mit dem Entwurf für das Stade Charléty. Den 1939 gewonnenen Prix de Rome konnte er wegen des Kriegsausbruchs nicht antreten, bei der deutschen Besetzung Nordfrankreichs zog er ins Vichy-Frankreich nach Marseille, wo er als Architekt arbeitete und im Umkreis von Consuelo de Saint-Exupéry in der Résistance aktiv war. 1943 ging er zu den Forces françaises libres nach Französisch-Nordafrika. Er erhielt dort eine leitende Position im öffentlichen Bauwesen und war für Wohnungsbau, Schul- und Krankenhausbau verantwortlich. In Tunesien baute er die Villa des ersten Präsidenten Habib Bourguiba.
Zehrfuss kehrte 1948 nach Frankreich zurück, wurde 1953 im Staatsdienst Architekt für öffentliche Bauten und war zwischen 1965 und 1968 Direktor (inspecteur général des bâtiments civils et palais nationaux). In Zusammenarbeit mit Marcel Breuer und Pier Luigi Nervi plante er 1953 den Sitz der UNESCO in Paris und war 1958 an der Realisierung des Centre des nouvelles industries et technologies (CNIT) im neu entstehenden Viertel La Défense beteiligt, wo nach seinen Vorstellungen ein „französisches Manhattan“ entstehen sollte. Die dreieckige geschwungene Ausstellungshalle des CNIT ist ein 218 m langer Gewölbebau ohne Stützen.
Außerdem stammen von ihm einige Industrie- und Verwaltungsgebäude der Privatwirtschaft, Botschaftsbauten sowie viele große Wohnbauten in der Peripherie von Paris. Die ab 1958 erbaute „Wohnmaschine“ Cèdre bleu in der Satellitenstadt Haut-du-Lièvre von Nancy hatte ursprünglich 400 m Länge und fünfzehn Stockwerke mit 917 Wohnungen, die Tilleul argenté am selben Ort 300 m, 17 Stockwerke mit 716 Wohnungen. In dem von Zehrfuss geplanten Stadtviertel wohnten zeitweise 12.500 Einwohner. Leerstände erforderten in den 1980er Jahren eine Komplettsanierung. 2010 wurden 9 von 25 Eingängen des Cedre Bleu abgerissen und das Gebäude auf 250 m gekürzt. Auch der mit Martin Burckhardt erstellte Verwaltungsbau für Sandoz wurde trotz Intervention von Icomos bereits abgerissen. Die Siemens-Niederlassung in Saint-Denis wurde hingegen 2009 energetisch saniert.
Zehrfuss wurde 1963 als Offizier in die Ehrenlegion aufgenommen und erhielt 1967 den Ordre national du Mérite.
Im Jahr 1983 wurde er zum Mitglied in die Académie des Beaux-Arts gewählt und 1994 zu ihrem Sekretär auf Lebenszeit bestimmt.

## Bauten (Auswahl)
- 1939: Stade Charléty in Paris, 13. Arrdt.
- 1950: Druckerei Mame in Tours (mit Jean Prouvé)
- 1952: Fabrikgebäude für Renault in Flins-sur-Seine
- 1952 – 1958: Hauptsitz der UNESCO in Paris, 7. Arrdt. (mit Marcel Breuer und Pier Luigi Nervi)
- 1956 – 1958: Centre des nouvelles industries et technologies in La Défense (mit Robert Camelot und Jean de Mailly)
- 1959 – 1968: Großwohnsiedlung Haut-du-Lièvre in Nancy (teilweise abgerissen)
- ab 1960: Großwohnsiedlung in Clichy-sous-Bois-Montfermeil
- 1960 – 1963 : Wissenschaftliche Fakultät der Universität Tunis
- 1962 – 1970: Französische Botschaft in Warschau (mit Henry Bernard und Guillaume Gillet)[5]
- ab 1962: Unité d’Habitation mit 370 Einheiten in Pantin
- 1967: Dienstleistungspark Garonor in Aulnay-sous-Bois
- 1968: Verwaltungsgebäude für Sandoz-Frankreich in Rueil-Malmaison (mit Martin Burckhardt und Charlotte Perriand) (abgerissen)
- 1966 – 1969: Wohnhochhaus Tours Super-Montparnasse in Paris, 15. Arrdt.
- 1970: Dänische Botschaft in Paris, 8. Arrdt.
- 1972: Verwaltungsgebäude für Siemens-Frankreich in Saint-Denis[6]
- 1975: Museum Lugdunum in Lyon
- 1976: Verwaltungsgebäude für Jeumont-Schneider in Puteaux
- 1975 – 1976: Großwohnsiedlung mit 1600 Einheiten in Paris, 15. Arrdt.

## Ausstellung
- Bernard Zehrfuss (1911–1996). Cité de l’architecture et du patrimoine, Paris 2014[7]